# KNAW Merianprijs
De KNAW Merianprijs was een prijs voor vrouwelijke wetenschappers die uitgaat van de Koninklijke Nederlandse Akademie van Wetenschappen, kortweg KNAW genoemd. De prijs werd eens per twee jaar uitgereikt, afwisselend aan een bètawetenschapper of een alfa-/gammawetenschapper. In 2014 stopte het SNS REAAL Fonds met de financiering van de prijs.  

## Vrouwen in de wetenschap
De KNAW Merianprijs was bedoeld om vrouwen te motiveren voor wetenschappelijk onderzoek. Naamgever van de prijs was de 17e-eeuwse Duits-Nederlandse schilderes en entomologe Maria Sibylla Merian. Onderzoeksters moesten genomineerd worden voor deze prijs. De winnares kreeg een sieraad en 50.000 euro, te besteden aan wetenschappelijk onderzoek.

## Prijswinnaars
- 2013: Corinne Hofman[1]
- 2011: Dorret Boomsma
- 2009: Naomi Ellemers